# Charlie Auffray
Pour les articles homonymes, voir Auffray.
Cet article possède des paronymes, voir Charles Auffray et Charles Auffray.
Charlie Auffray, né le 23 août 1956 à New York, décédé le 2 février 2007 à Mulhouse des suites d'un cancer. Il est un ancien entraîneur de basket-ball franco-américain.

## Biographie
Figurant parmi les meilleurs meneurs de jeu, avec Jean-Michel Sénégal, de son époque, il évolue avec la JDA Dijon. Durant la saison 1984-85, en parallèle à sa carrière de joueur à Dijon, il se rend à Besançon pour y entraîner le club local de Vesontio, évoluant en Excellence Masculine. Sous sa conduite, avec l'apport d'un joueur nommé Erik Lehmann, le club domine son championnat et obtient le droit d'accéder à la Nationale IV.
Après une saison consacrée uniquement à sa carrière de joueur à Dijon, il revient à Besançon pour la saison suivante pour y occuper le poste d'entraîneur-joueur. Après trois saisons, il abandonne le banc de touche pour se consacrer au jeu, laissant la place à son assistant Jean-Denys Choulet. Ensemble, ils atteignent l'objectif fixé de rejoindre la Nationale II. À l'issue de cette saison, il quitte le terrain et reprend le poste d'entraîneur du club qui est devenu Besançon Basket Comté.
Après un titre de champion de France de Nationale II, son club rejoint la Pro B.
Parmi ses successeurs sur le banc bisontin, Erik Lehmann et Germain Castano auront évolué sous ses ordres.
Il prendra ensuite les rênes des clubs de Golbey-Épinal, qu'il fera passer de la Nationale II à la Pro B, puis il rejoint le Saint-Quentin Basket-Ball, qu'il aide à retrouver la Pro B.
Ses équipes étaient réputées pour évoluer avec une grande maîtrise en attaque, avec un jeu collectif parfaitement rodé.

## Clubs

### Joueur
- 1978-1980 :  États-Unis Mitchell College
- 1980-1986 :  JDA Dijon (Nationale 2)

- 1986-1990 :  Vesontio

### Entraineur-Joueur
- 1986-1989 :  Vesontio

### Entraineur
- 1989-1990 :  Vesontio (Nationale 2)

- 1990-1995 :  Besançon Basket Comté (Nationale 2 puis Pro B)

- 1995-2000 :  Golbey-Épinal (Pro B)

- 2000-2003 :  Saint-Quentin Basket-Ball (Nationale 1 puis Pro B)

- 2003-2006 :  FC Mulhouse Basket (Pro B)

## Palmarès

### Club
- Trophée Coupe de France en 1993
- Champion de Nationale I en 2001
- Champion de Nationale II en 1993